# Griechisches Feuer

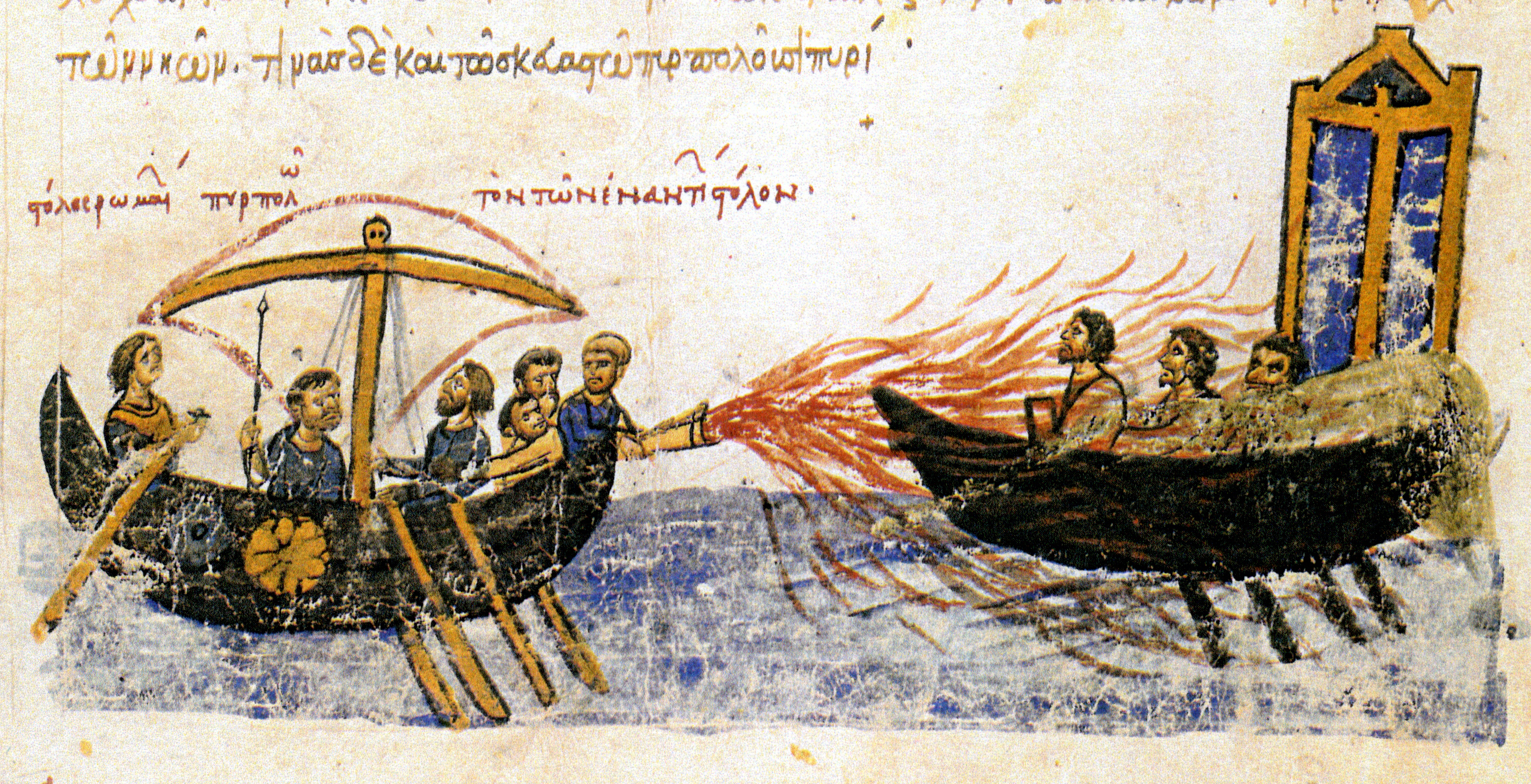
Griechisches Feuer in der einzigen bekannten zeitgenössischen Darstellung (12. Jh.)

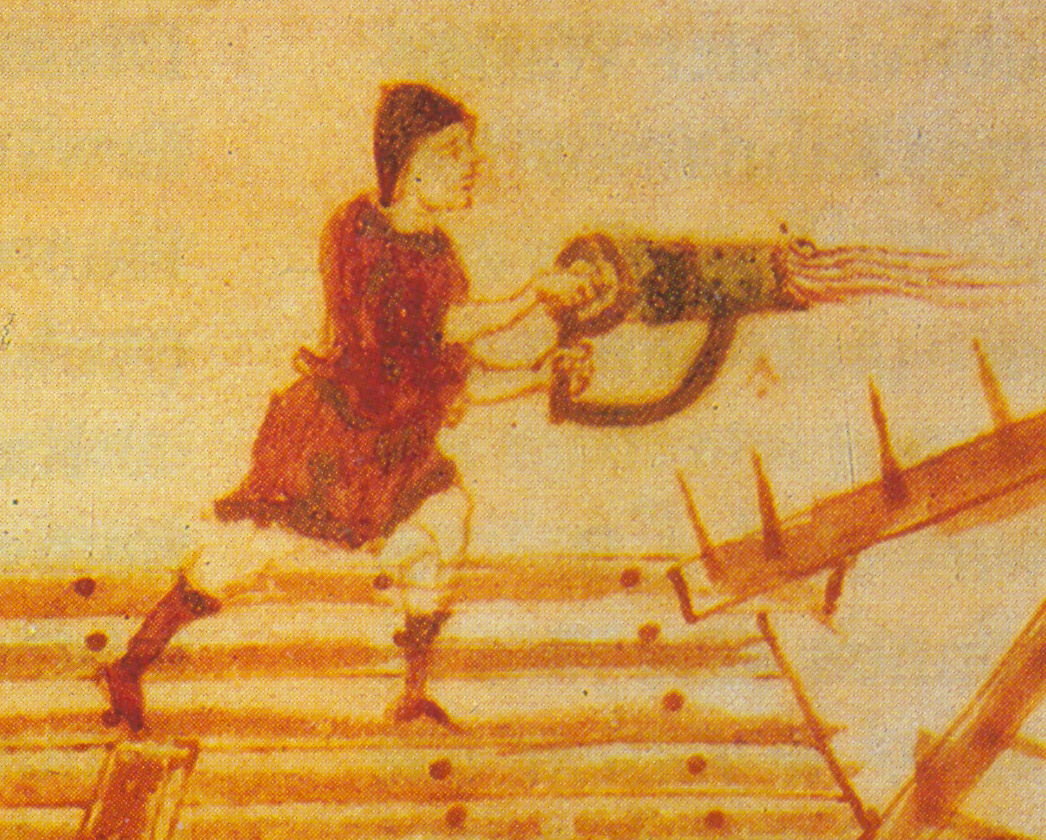
Einsatz eines Handsiphons, welcher Griechisches Feuer verschießt

Das Griechische Feuer (mittelgriechisch Ὑγρὸν Πῦρ Hygròn Pŷr, neugriechisch Υγρό Πυρ Ygró Pyr ‚flüssiges Feuer‘) war eine im byzantinischen Reich seit dem 7. Jahrhundert n. Chr. verwendete militärische Brandwaffe.

## Begriffsherkunft
Der Name griechisches Feuer (bzw. lateinisch ignis graecus) ist nicht authentisch; von den Byzantinern, die sich selbst als Römer sahen und bezeichneten, wurde es πῦρ θαλάσσιον pyr thalássion (‚Seefeuer‘) oder  πῦρ ῥωμαϊκόν pyr rhomaïkón (‚römisches Feuer‘) genannt.

## Funktionsweise
Mit einer Spritze (Siphon) wurde die brennbare Flüssigkeit gegen das Ziel gepumpt. Die Reichweite betrug nur wenige Meter, was aber für die damaligen Seegefechte ausreichte.
Es existierten verschiedene Spritzensysteme:
- Der sogenannte Siphon wurde im Seekrieg von den byzantinischen Kriegsschiffen, den Dromonen, aus eingesetzt. Bekannt ist, dass er aus Bronze bestand, mit Zinn verlötet war und von unten befeuert wurde. Außerdem ist auf Abbildungen eine Düse sichtbar. Es handelte sich höchstwahrscheinlich um einen Druckbehälter, der über ein Ventil mit der Düse verbunden war. Möglicherweise wurde der Überdruck im Behälter mit einer Pumpe aufrechterhalten. Nur zwei Personen bedienten eine Waffe, die anderen Besatzungsmitglieder besaßen nicht die erforderliche Ausbildung. Je nach Größe waren die Dromonen mit bis zu drei Siphons ausgestattet.
- Eine Abbildung eines sogenannten strepton zeigt, dass es sich um ein Handgerät handelt. Vorzugsweise sollte es gegen Holzkonstruktionen wie Belagerungstürme zum Einsatz kommen. Der Name impliziert, dass es sich um ein Gerät mit einer Art Pump- oder Drehmechanismus handelt.
- Vom cheirosiphon (Handsiphon) ist wenig mehr bekannt als das, was der Name andeutet. Er war zum Einsatz direkt gegen feindliche Soldaten gedacht.

Darüber hinaus existierte noch die konventionellere Methode, mit Brandmittel gefüllte Tonkrüge mit verschiedenen Schleuder- oder Katapultsystemen zu verschießen. Diese Systeme verfügten wahrscheinlich über eine Zündflamme.

## Entwicklung
Die Erfindung der Waffe wird in den Quellen dem griechischen Architekten Kallinikos zugeschrieben, der aus Heliopolis (heute Libanon) vor den Arabern nach Konstantinopel geflohen war. Wahrscheinlich im Jahre 677 oder kurz zuvor gelang es ihm während eines Krieges mit den Arabern, das System des Griechischen Feuers für die Dromone zu entwickeln. Das war von entscheidender Bedeutung bei der Abwehr der arabischen Belagerung von Konstantinopel (674–678).
Bereits in der Spätantike waren sowohl auf oströmischer/byzantinischer Seite als auch bei den Gegnern Roms immer wieder ständig weiterentwickelte Brandwaffen zum Einsatz gekommen. So scheinen entsprechende Vorläufer bereits kurz nach 500 unter Kaiser Anastasius im Kampf gegen den rebellischen Heermeister Vitalianus eingesetzt worden zu sein. Auf diese Entwicklungen griff Kallinikos zurück. Seine wesentliche Neuerung, die letztlich das Griechische Feuer ausmachte, war der Siphon, in moderner Terminologie eine Art Flammenwerfer. Mit σίφων (síphōn) ist die von Ktesibios im 3. Jahrhundert v. Chr. erfundene doppeltwirkende Druckpumpe (Feuerspritze) gemeint, die einen konstanten Flüssigkeitsstrahl lieferte. Auch nach Kallinikos setzte sich die Entwicklung weiter fort. So entstanden Handsiphon und Strepton Ende des 9. oder Anfang des 10. Jahrhunderts.

## Brandmittel
Die Zusammensetzung des Brandmittels wurde kontinuierlich verbessert. Vermutlich wurde es auch an die unterschiedlichen Waffensysteme angepasst. Es sind verschiedene Varianten überliefert, die jedoch alle Erdöl oder Asphalt als Grundlage hatten. Diese Stoffe traten im byzantinischen Reich in der Nähe des Schwarzen Meeres an der Erdoberfläche auf. Weitere, nicht immer vorhandene Bestandteile waren Baumharz, Schwefel und gebrannter Kalk, ab dem 10. Jahrhundert wahrscheinlich auch Salpeter. Die Details der Herstellung sind jedoch nicht überliefert. Die häufig angenommene Selbstentzündung des Gemisches im Wasser ist nicht belegt und würde die Waffe auch unsicher in der Handhabung gemacht haben. Es gab aber eine Variante, die Pyr automaton genannt wurde und mit Wasser entzündbar gewesen sein soll, da sie gebrannten Kalk enthielt.
Rezepte waren im Mittelalter zum Beispiel im Liber Ignium überliefert.

## Anwendung
Der erste überlieferte Einsatz erfolgte während der von 674 bis 678 dauernden Belagerung von Konstantinopel gegen die Araber, wahrscheinlich 677. Die neue Waffe trug offenbar entscheidend dazu bei, dass Byzanz die Angreifer abwehren konnte – trifft das zu, so hatte sie einen wichtigen Einfluss auf den Verlauf der Weltgeschichte, da Konstantinopel auf diese Weise noch über Jahrhunderte als Sperrriegel das Vordringen des Islam nach Europa verhinderte. Das Feuer entwickelte sich schnell zu einer der gefürchtetsten Waffen der mittelalterlichen Welt mit großem psychologischen Effekt.
Zeitgenössischen Berichten zufolge muss der Einsatz von Griechischem Feuer auf den angegriffenen Schiffen ein unbeschreibliches Inferno verursacht haben. Er war von einem donnernden Geräusch begleitet, und angesichts der unlöschbaren Brände, die vom Spritzenschiff aus nach Belieben dirigiert werden konnten, war keine militärische Disziplin an Bord mehr möglich.
Ein weiterer Effekt war, dass brennende Schiffe, die sich zurückzogen, auch ihre restliche Flotte in Gefahr bringen konnten. Feindliche Schiffe vermieden es deshalb, sich der byzantinischen Flotte zu nähern, um nicht in die Reichweite des Feuers zu gelangen. Sonst reichte auch oft der Anblick einer Spritze, um den Feind in die Flucht zu schlagen. Die Anwendung konnte aber unter Umständen auch eigene Schiffe in Brand setzen.
Griechisches Feuer war in großem Maße für die jahrhundertelange Seeherrschaft der byzantinischen Flotte im östlichen Mittelmeerraum verantwortlich; es sicherte die Unabhängigkeit des Reiches noch, als dieses wegen der abnehmenden Bevölkerung und Fläche bereits keine schlagkräftigen Landstreitkräfte mehr aufstellen konnte.
Der letzte belegte Einsatz von Byzantinischem Feuer ist 1187 beim Aufstand von Alexios Branas. Nach der osmanischen Eroberung von Konstantinopel 1453 ging das Wissen darüber definitiv verloren. Das Fehlen einer Erwähnung trotz vieler bewaffneter Konflikte lässt jedoch bereits die berüchtigte Plünderung von Konstantinopel 1204 durch die Kreuzfahrer als plausiblen Auslöser für diesen Verlust erscheinen.
Gemäß der deutschsprachigen Reimchronik der Stadt Köln von Gottfried Hagen soll Erzbischof Konrad von Hochstaden bei seiner erfolglosen Belagerung Kölns 1252 auf Schiffen vom Rhein aus „kreiʃche vuir“ verwendet haben. Das Wissen darüber ist nach dem Kreuzzug von Damiette ins Rheinland gekommen. Die praktische Anwendung soll durch die Auswertung antiker Kriegsliteratur des ehemaligen Kölner Domscholasters Oliver saxo eingeführt worden sein.
Neben der obigen Darstellung der Anwendung im Seekrieg gibt es noch ein weiteres Bild, das die Abwehr der Schiffe des Fürsten Igor vor Konstantinopel im 10. Jahrhundert durch die Anwendung des „flüssigen Feuers“ zeigt.

## Geheimhaltung
Die Details der Waffen waren Staatsgeheimnis. Das erklärt auch, warum genauere Informationen meist aus nicht-byzantinischen Quellen stammen. Zwar setzten Araber und Bulgaren selbst konventionelle Brandwaffen ein, doch gelang es ihnen trotz erbeuteter Waffensysteme nicht, selbst Griechisches Feuer zum Einsatz zu bringen. Kopierte Versionen des flüssigen Feuers sollen jedenfalls in ihrer Wirkung nie an das Original herangekommen sein, weil das Gesamtsystem sehr komplex war. Das Griechische Feuer gilt daher als ein Beleg dafür, dass Wissen trotz zahlreicher Mitwisser über viele Jahrhunderte geheim gehalten werden kann.
Der byzantinische Kaiser Konstantin Porphyrogennetos nennt in einer für seinen Sohn bestimmten Schrift Über die Verwaltung des Reiches einmal Kallinikos als Erfinder des „flüssigen Feuers“ (Kapitel 47). Zuvor erwähnt er die Legende über die Offenbarung des flüssigen Feuers durch einen Engel Gottes an den ersten christlichen Kaiser Konstantin den Großen (Kapitel 13). Zudem sei einmal ein vom Feind bestochener General beim Versuch, das „flüssige Feuer“ zu verraten, von Gott mit himmlischem Feuer vernichtet worden, weshalb seither niemand mehr an einen derartigen Verrat zu denken gewagt habe.
Das Rezept für die Herstellung des flüssigen Feuers ging mit dem Byzantinischen Reich unter.